# JAM Project 10th Anniversary Complete Box
JAM Project 10th Anniversary Complete Box é o primeiro box set lançado pelo JAM Project em 22 de dezembro de 2010 pela Lantis.

## Produção
A caixa foi lançada como comemoração do aniversário de 10 anos de fundação do grupo. Foi feita uma tiragem limitada. Além das sete coletâneas "Best Collection" lançadas previamente, há um CD extra com versões instrumentais de músicas da banda, além de faixas em outras línguas, inclusive em português.

## Recepção
A caixa chegou à 43ª posição no Oricon Albums Chart.

## Conteúdo
A caixa com oito CDs, quatro DVDs e um livro de 200 páginas.

### DVDs
History of JAM
- 10 capítulos, um por ano, contando a história do grupo.

Music Clips and REUNION
- Vários videoclipes e o show REUNION, onde Ichiro Mizuki e Eizo Sakamoto voltaram para a banda por uma noite.

JAM Project to the WORLD
- Cenas de shows ao redor do mundo, em países como Peru, Coreia do Sul e China.

Extras - Anison Projects
- Projetos de músicas de anime dos membros da banda.

### CDs
1. Best Project ~JAM Project Best Collection~
2. Freedom ~JAM Project Best Collection II~
3. JAM-ISM ~JAM Project Best Collection III~
4. Olympia ~JAM Project Best Collection IV~
5. Big Bang ~JAM Project Best Collection V~
6. Get over the Border ~JAM Project Best Collection VI~
7. Seventh Explosion ~JAM Project Best Collection VII~
| 8. JAM Songs Another Language Ver.: |                                      |                                    |                                              |         |  |
| N.º                                 | Título                               | Letras                             | Música                                       | Duração |  |
| 1.                                  | "No Border (English Version)"        | H. Kageyama e Baraki (tradução)    | H. Kageyama                                  | 4:56    |  |
| 2.                                  | "Only One (Chinese Version)"         | M. Okui e Zhi-Lin Zhang (tradução) | H. Kageyama                                  | 4:36    |  |
| 3.                                  | "Hagane no Messiah (2006 Version)"   | H. Kageyama                        | Masashi Chizawa                              | 4:23    |  |
| 4.                                  | "HERO (English Version)"             | H. Kageyama e Baraki (tradução)    | H. Kageyama                                  | 5:08    |  |
| 5.                                  | "HERO (Portuguese Version)"          | H. Kageyama e R. Cruz (tradução)   | H. Kageyama                                  | 5:08    |  |
| 6.                                  | "HERO (Christmas Version)"           | H. Kageyama                        | H. Kageyama                                  | 4:59    |  |
| 7.                                  | "Only One (Instrumental)"            |                                    | H. Kageyama                                  | 4:36    |  |
| 8.                                  | "FREEDOM (Instrumental)"             |                                    | Yohgo Kohno                                  | 4:51    |  |
| 9.                                  | "Cry for the Earth (Instrumental)"   |                                    | H. Kageyama e Y. Kohno                       | 4:51    |  |
| 10.                                 | "Olympia (Instrumental)"             |                                    | H. Kageyama e Y. Kohno                       | 9:55    |  |
| 11.                                 | "Garimpeiro (Instrumental)"          |                                    | H. Kageyama e Y. Kohno                       | 6:10    |  |
| 12.                                 | "Get over the Border (Instrumental)" |                                    | H. Kageyama e Yoshichika Kuriyama            | 4:40    |  |
| 13.                                 | "SEVENTH EXPLOSION (Instrumental)"   |                                    | H. Kageyama e Y. Kuriyama e Atsushi Yokozeki | 4:46    |  |
| 14.                                 | "MAXIMIZER (Instrumental)"           |                                    | H. Kageyama e Shiho Terada                   | 5:51    |  |
| Duração total:                      | Duração total:                       | Duração total:                     | Duração total:                               | 74:41   |  |

## Integrantes
Hironobu Kageyama
Masaaki Endoh
Hiroshi Kitadani
Masami Okui
Yoshiki Fukuyama
Ricardo Cruz
Ichiro Mizuki
Rica Matsumoto
Eizo Sakamoto